# Автомагистраль D11 (Чехия)
Автомагистраль D11 (чеш. Dálnice D11), Градецкая автомагистраль (чеш. Hradecká dálnice) — чешская магистральная автомобильная дорога, соединяющая Прагу с городами Пардубице и Градец-Кралове. Запланированная длина 152 км, из которых, по состоянию на декабрь 2021 года, построено 115 км.

## История
Первые планы автомагистрали от Праги до Градца-Кралове появились в 1938 году, однако не были реализованы из-за начавшейся Второй мировой войны. В 1963 году дорога была включена в обновленный план строительства автомагистралей и в 1978 началось строительство. Первый участок длиной 25 км Прага — Садска был открыт в 1984 году. В 1990 году был построен участок южнее Подебрад с мостом через Эльбу. В 2004 году строительство продолжилось и в 2006 был достроен участок до перекрестка с D35 около Праскачки, за которым был устроен временный съезд. Дальнейшему продолжению дороги долго мешал судебный спор о земельных участках. Строительство последних 5 км около Градца-Кралове продолжилось в 2014 году и завершилось в 2017 году. В 2018 году началось строительство участка Смиржице — Яромерж, а в 2019 Градец-Кралове—Смиржице. Оба участки открыты в декабре 2021 года.

## Маршрут

### Описание маршрута
Дорога начинается на востоке Праги от пересечения с Пражской кольцевой дорогой (автомагистраль D0) и первых 90 км следует почти прямо на восток. Недалеко от Подебрад, которые автомагистраль обходит с юга, пересекает реку Лабе (Эльба). На подъезде к городу Градец-Кралове дорога сворачивает на север, здесь же к ней присоединяется автомагистраль D35. Совместный участок этих двух магистралей продолжается около 11 км. Далее дорога продолжается на север с лёгким уклоном на восток, обходя с запада Градец-Кралове и Яромерж. Является частью европейского маршрута E 67 от своего начала в Праге до съезда Яромерж-юг. По завершении строительства северной объездной города Яромерж (33), участок Яромерж-юг — Яромерж-север вместе с ней также станет частью этого европейского маршрута. В дальнейшем дорога должна будет обойти Трутнов с юга и востока и выйти к польской границе в Краловецкой долине. С польской стороны к автомагистрали присоединится скоростная дорога S3 (по состоянию на конец 2021 года, строится приграничный участок), проходящая через города Свиноуйсьце, Щецин, Гожув-Велькопольски, Зелёна-Гура, Легница.

### Участки
| Номер         | Участок                                     | Длина     | Категория             | Начало строительства | Ввод в эксплуатацию | Съезды                                               |
| ------------- | ------------------------------------------- | --------- | --------------------- | -------------------- | ------------------- | ---------------------------------------------------- |
| 1101          | Прага — Йирни                               | 8,32 км   | D34/120               | 09/1978              | 10/1984             | Прага-Почернице D0 Йирны                             |
| 1102/I        | Йирны — Бржистви                            | 10,18 км  | D26,5/120             | 03/1980              | 10/1984             | Бржистви                                             |
| 1102/II       | Бржистви — Тршебестовице                    | 8,2 км    | D26,5/120             | 03/1980              | 10/1985             | Садска                                               |
| 1103          | Тршебестовице — Либице-над-Цидлиноу         | 15,3 км   | D26,5/120             | 04/1985              | 11/1990             | Подебрады-запад Подебрады-юг Подебрады-восток        |
| 1104/I        | Либице-над-Цидлиноу — Добшице               | 11,538 км | D27,5/120             | 01/2004              | 12/2006             | Добшице                                              |
| 1104/II       | Добшице — Хишть                             | 15,975 км | D27,5/120             | 08/2004              | 12/2006             | Хлумец-над-Цидлиноу-запад Хлумец-над-Цидлиноу-восток |
| 1105/I        | Хишть — Осички                              | 10,9 км   | D27,5/120             | 06/2004              | 12/2006             | Добрженице                                           |
| 1105/II (ч.1) | Осички — Градец-Кралове                     | 11,8 км   | D27,5/120             | 01/2005              | 12/2006             | Седлице D35 Праскачка (временное окончание)          |
| 1105/II (ч.2) | Осички — Градец-Кралове                     | 11,8 км   | D27,5/120             | 07/2014              | 08/2017             | Праскачка (снесён) Градец-Кралове-Куклены            |
| 1106          | Градец Кралове — Смиржице                   | 15,2 км   | D27,5/120             | 10/2018              | 12/2021             | Градец-Кралове-Плотиште-над-Лабем D35 Смиржице       |
| 1107          | Смиржице — Яромерж                          | 7,15 км   | D27,5/120             | 04/2018              | 12/2021             | Яромерж-юг Яромерж-север                             |
| 1108          | Яромерж — Трутнов                           | 19,63 км  | D26,0/130             | 2024 (план)          | 2027 (план)         | Хоустниково-Градиште Коцберже                        |
| 1109          | Трутнов — государственная граница с Польшей | 21,18 км  | D26,0/130 a D21,5/110 | 2023 (план)          | 2026 (план)         | Трутнов-Стршитеж Трутнов-Поржичи Краловец            |